# Gucheng (socken i Kina, Shandong)
Gucheng (kinesiska: 古城街道, 古城) är en socken i Kina. Den ligger i provinsen Shandong, i den östra delen av landet, omkring 160 kilometer öster om provinshuvudstaden Jinan. Antalet invånare är 60 149. Befolkningen består av 28 889 kvinnor och 31 260 män. Barn under 15 år utgör 14,0 %, vuxna 15-64 år 74 %, och äldre över 65 år 10,0 %.
Genomsnittlig årsnederbörd är 733 millimeter. Den regnigaste månaden är juli, med i genomsnitt 262 mm nederbörd, och den torraste är januari, med 9 mm nederbörd.